# Dear Santa
Dear Santa es el tercer EP del grupo femenino surcoreano Girls' Generation-TTS. Fue lanzado digitalmente y físicamente el 4 de diciembre de 2015 por S.M. Entertainment.

## Antecedentes y lanzamiento
El 24 de noviembre de 2015, Girls' Generation-TTS anunció la liberación de Dear Santa e imágenes teaser para el miniálbum comenzaron a ser publicadas. El sencillo principal «Dear Santa» fue lanzado en dos diferentes idiomas, uno en coreano y el otro en inglés. Seohyun reveló haber compuesto la letra de la versión coreana de la canción, que describe una solicitud a Santa Claus para pedir un deseo se haga realidad en la Navidad. Dos vídeos teaser con diferentes conceptos y temas fueron puestos en libertad el 30 de noviembre y 1 de diciembre. El miniálbum y dos vídeos musicales del sencillo principal, uno para cada idioma, fueron puestos en libertad de forma simultánea el 4 de diciembre.

## Promoción
A partir del 4 de diciembre de Girls' Generation-TTS realizó la canción «Dear Santa» y otros temas secundarios en Music Bank de KBS, Music Corede MBC, de Inkigayo de SBS. El 11 de diciembre, S.M. Entertainment dio a conocer un vídeo del trío interpretando la canción «Winter Story» en vivo con una banda acústica.«Dear Santa» encabezó todos los charts de música de Corea después de su lanzamiento. Por otro lado el álbum también obtuvo el puesto No.11 en los Álbumes del Mundo en iTunes, y el número uno los listados de álbumes de iTunes en Hong Kong, Taiwán, Tailandia, Singapur, Macao, Vietnam, Brunéi, Malasia y Camboya.

## Lista de canciones
| N.º | Título                          | Letras                                                      | Traducción                             | Duración |  |
| 1.  | «Dear Santa»                    | Seohyun                                                     | Simon Petren / Gustav Karlstrom        | 3:58     |  |
| 2.  | «I Like the Way»                | Jam Factory                                                 | Bardur Haberg / Nermin Harambasic      | 3:11     |  |
| 3.  | «Winter Story» (겨울을 닮은 너) | Jam Factory                                                 | Jamie Jones / Matt Wong                | 3:22     |  |
| 4.  | «Merry Christmas»               | 100%Seojeong / Iseuran / Kim In-hyeong                      | Jamie Jones / Matt Wong / Jack Kuggell | 3:45     |  |
| 5.  | «First Snow» (첫눈처럼)         | Mafly                                                       | Im Kwang-uk, Ryan Kim / Chase          | 3:13     |  |
| 6.  | «Dear Santa» (English Version)  | Andreas Oberg / Gustav Karlstrom / Simon Petren / Maja Keuc | Simon Petren / Gustav Karlstrom        | 3:59     |  |

## Gráficos
| Lista                       | Posiciones |
| --------------------------- | ---------- |
| Gaon Weekly Album Chart     | 2          |
| Oricon Weekly Album Chart   | 25         |
| Gaon Monthly Album Chart    | 2          |
| Billboard World Album Chart | 4          |

## Ventas
| País                             | Ventas  |
| -------------------------------- | ------- |
| Corea del Sur (Gaon Album Chart) | 60,456+ |

## Historial de lanzamiento
| País            | Fecha                  | Discográfica distribuidora          | Formato              |
| --------------- | ---------------------- | ----------------------------------- | -------------------- |
| Corea del Sur   | 4 de diciembre de 2015 | S.M. Entertainment, KT Music        | Descarga digital, CD |
| Resto del mundo | 4 de diciembre de 2015 | S.M. Entertainment, Universal Music | Descarga digital     |